# Königov poučak (teorija grafova)
Königov poučak, matematički poučak. Nosi ime po matematičkom teoretičaru grafova  Dénesu Kőnigu. Broj bridova u bipartitnom grafu u maksimalnom sparivanju jednak je broju vrhova u minimalnom pokrivaču tog grafa. Sparivanjem se naizva skup bridova za koji ne postoje dva brida iz tog skupa koji imaju zajednički vrh. Pokrivač je skup vrhova za koji vrijedi da svaki brid im barem jedan kraj u nekom od tih vrhova.
Ekvivalentni poučci su Birkhoff-von Neumannov teorem za dvostruko stohastičke matrice, Ford-Fulksersonov teorem o protoku u mrežama i dr.